# Denai Lama
Denai Lama is een bestuurslaag in het regentschap Deli Serdang van de provincie Noord-Sumatra, Indonesië. Denai Lama telt 2389 inwoners (volkstelling 2010).